# Initiative für den sicheren Transport von Getreide und Lebensmitteln aus ukrainischen Häfen

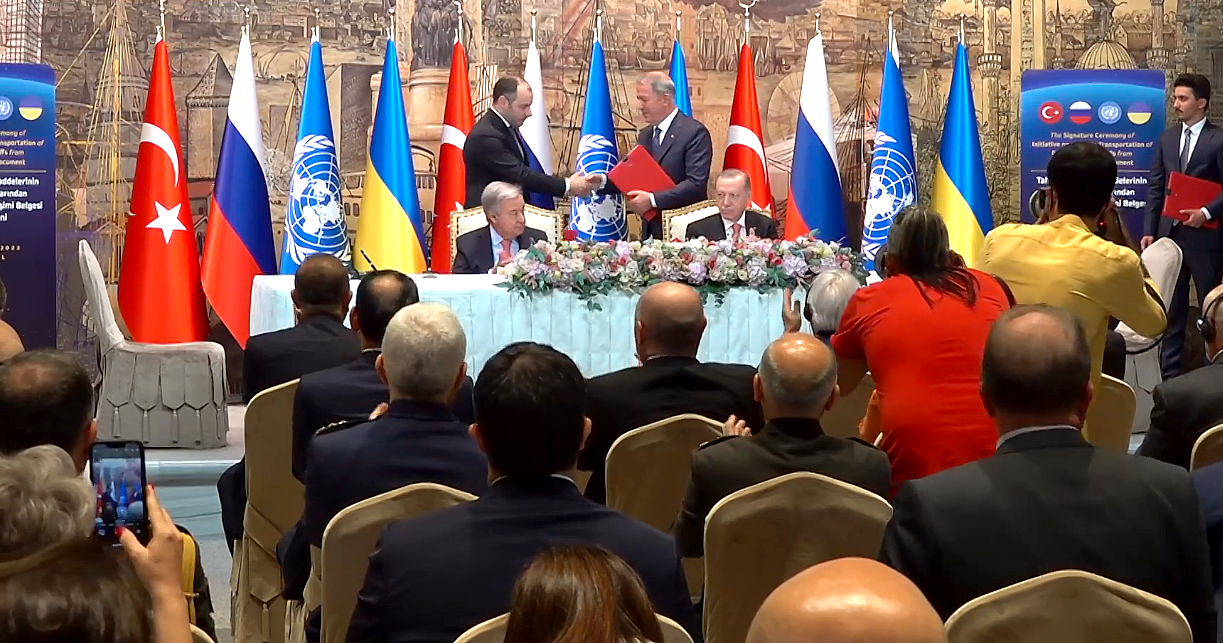
Unterzeichnung des Abkommens in Istanbul am 22. Juli 2022

Die Initiative für den sicheren Transport von Getreide und Lebensmitteln aus ukrainischen Häfen, auch Schwarzmeer-Getreide-Initiative genannt und in deutschsprachigen Medien unter Getreideabkommen bekannt, war eine Vereinbarung zwischen Russland und der Ukraine mit der Türkei und den Vereinten Nationen, die im Juli 2022 während des russischen Überfalls auf die Ukraine 2022 getroffen wurde. Bis zu ihrem Auslaufen am 17. Juli 2023 nach dreimaliger Verlängerung regelte das Abkommen den Export von landwirtschaftlichen Erzeugnissen über das Schwarze Meer.

## Hintergrund

Eingezeichnete Häfen und Transportrouten der Vereinbarung vom 22. Juli

Der russische Überfall der Ukraine und die anschließende Blockade der ukrainischen Schwarzmeerhäfen bargen das Risiko einer Nahrungsmittelkrise. Vor dem Krieg war die Ukraine einer der weltweit größten Exporteure von Getreide – Sonnenblumenöl, Mais, Gerste, Weizen.
Es wurde geschätzt, dass im Jahr 2022 47 Millionen Menschen unter schwerem Hunger leiden würden, da die Lebensmittelkosten weltweit in die Höhe geschossen waren, was zum Teil auf die Auswirkungen des russischen Überfalls in der Ukraine zurückzuführen ist. Entwicklungs- und Schwellenländer in Afrika, Asien und Lateinamerika waren von diesem Krieg am stärksten betroffen, da sie auf Getreide- und Brennstoffimporte angewiesen sind.
Nach Angaben der Ernährungs- und Landwirtschaftsorganisation der Vereinten Nationen gehört die Ukraine zu den führenden Getreideexporteuren der Welt und exportiert jährlich mehr als 45 Millionen Tonnen auf den Weltmarkt.
Nach Angaben der BBC wurden im Land rund 20 Millionen Tonnen Getreide zurückgehalten. Vor dem Konflikt wurden fast alle ukrainischen Weizen-, Mais- und Sonnenblumenölexporte über die Schwarzmeerhäfen abgewickelt. Vor Unterzeichnung des Abkommens wurde die Infrastruktur einiger Häfen beschädigt, während andere unter russischer Kontrolle standen und andere durch Minen blockiert waren.
Die russische Invasion hatte zu einem vollständigen Stopp der Getreidelieferungen aus der Ukraine geführt. Die Dokumente des Getreideabkommens wurden am 22. Juli 2022 in Istanbul unterzeichnet. Mit dem Abkommen vom Juli 2022 wurden Verfahren für die sichere Ausfuhr von Getreide aus bestimmten Häfen eingeführt, um die Nahrungsmittelkrise zu bewältigen.

## Abkommen und Ende desselben
Am 22. Juli 2022 fand die Unterzeichnungszeremonie im Dolmabahçe-Palast in Istanbul statt. Die Zeremonie ist das erste größere Abkommen zwischen den Kriegsparteien seit Beginn des russischen Überfalls fünf Monate zuvor. Es handelte sich jedoch nicht um ein direktes Abkommen zwischen Russland und der Ukraine, stattdessen unterzeichnete die Ukraine ein Abkommen mit der Türkei und den Vereinten Nationen und Russland unterzeichnete ein separates „Spiegelabkommen“ ebenfalls mit der Türkei und den Vereinten Nationen.
Die unterzeichneten Dokumente sehen eine sichere Schifffahrt für die Ausfuhr von Getreide und ähnlichen Nahrungsmitteln sowie Düngemitteln, einschließlich Ammoniak, aus den ukrainischen Häfen in Odessa, Tschornomorsk und Piwdenne vor. Die Schiffe passieren das Schwarze Meer in speziell eingerichteten Korridoren, die entmint sind. Alle Handelsschiffe müssen zur Inspektion in die Türkei fahren. Gleichzeitig wurde mit den Vereinten Nationen vereinbart, die ungehinderte Ausfuhr von russischen Lebensmitteln, Düngemitteln und Rohstoffen zu erleichtern. Mit Stand Oktober 2022 waren solche russischen Exporte immer noch mit Hindernissen konfrontiert.
Im Rahmen des Abkommens wurde am 27. Juli in Istanbul unter der Schirmherrschaft der Vereinten Nationen ein Gemeinsames Koordinierungszentrum (englisch Joint Coordination Centre, JCC) eingerichtet. Aufgabe dieses Zentrums ist, das Auslaufen von Handelsschiffen über Satellit, Internet und andere Kommunikationsmittel zu registrieren und zu überwachen. Seine Hauptaufgabe besteht darin, zu überprüfen, ob sich keine unbefugte Fracht oder Personal an Bord der Schiffe befindet. Das JCC befindet sich auf dem Campus der Nationalen Verteidigungsuniversität, etwa sieben Kilometer nördlich des Stadtzentrums von Istanbul. Das Zentrum wird von einem türkischen Admiral geleitet. Insgesamt sind zwanzig Delegierte beschäftigt, je fünf Vertreter der vier beteiligten Parteien. Ukrainer und Russen arbeiten getrennt voneinander und der Kontakt zwischen ihnen findet nur in Notfällen statt, wenn dies für notwendig erachtet wird.
Aufgrund eines Drohnenangriffs auf russische Marineschiffe im Hafen von Sewastopol setzte Russland jedoch am 29. Oktober 2022 seine Teilnahme an dem Abkommen aus. Nach Vermittlung der Türkei und der Vereinten Nationen nahm Russland seine Teilnahme am 2. November wieder auf. Russland erklärte, die Ukraine habe zugestimmt, den Getreideexportkorridor nicht für militärische Operationen gegen Russland zu nutzen, während die Ukraine erklärte, es seien keine neuen Zusicherungen gegeben worden, da die Ukraine den Korridor weder militärisch genutzt habe noch nutzen werde.
Am 17. November 2022 wurde eine Verlängerung des Abkommens von 120 Tagen ohne Vertragsveränderungen unterzeichnet; andernfalls wäre das Abkommen zum 19. November 2022 ausgelaufen. Im Folgenden, wurde das Abkommen zweimal um jeweils 60 Tage im März und im Mai 2023 verlängert.
Im Juli 2023 verkündete Russland, dass es das Abkommen nicht verlängern werde, und stieg somit aus der Initiative aus; ohne weitere Verlängerung lief das Abkommen somit am 17. Juli 2023 aus.
Der russische Staatspräsident Wladimir Putin knüpfte eine Wiederaufnahme des Abkommens an eine Lockerung der Sanktionen gegen sein Land; diese behinderten laut Putin den Export russischen Getreides und Düngers. Gegenüber der Afrikanischen Union (AU) bot Putin an, die ukrainischen Getreidemengen durch russisches Getreide zu ersetzen und Lebensmittel auch kostenlos bereitzustellen. Einige afrikanische Staaten baten Putin wiederum, zum Getreideabkommen zurückzukehren.
Nach Aufkündigung der Schwarzmeer-Getreide-Initiative durch Russland hat Putin jedoch die Möglichkeit einer Fortsetzung der Initiative nur unter russischen Bedingungen für akzeptabel gehalten. „Sobald alle diese Bedingungen, auf die wir uns früher geeinigt haben, erfüllt sind […] werden wir sofort zu diesem Abkommen zurückkehren.“ äußerte der russische Präsident der Agentur Interfax zufolge bei einem Treffen mit Regierungsvertretern.

## Reaktionen auf das Abkommen
Die Vereinbarung wurde von der internationalen Gemeinschaft positiv aufgenommen, auch wenn es weiterhin Bedenken hinsichtlich ihrer Umsetzung gab.
Der kanadische Premierminister Justin Trudeau erklärte, dass die G7-Staaten „eng mit Partnern wie der Türkei und anderen zusammenarbeiten“, um das Getreide aus der Ukraine zu exportieren, während er kein Vertrauen in die Zuverlässigkeit Russlands hat.
Der EU-Außenbeauftragte, Josep Borrell, twitterte, dass die Vereinbarung ein „Schritt in die richtige Richtung“ sei und begrüßte die Bemühungen der Vereinten Nationen und der Türkei. Die britische Außenministerin Liz Truss begrüßte die Vereinbarung und erklärte, sie werde „darauf achten, dass Russlands Taten mit seinen Worten übereinstimmen“. Guy Platten, der Generalsekretär der International Chamber of Shipping, bezeichnete die Vereinbarung als „lang benötigten Durchbruch für die Millionen von Menschen, die zum Überleben auf den sicheren Transport von Getreide angewiesen sind“. Afrikanische Staats- und Regierungschefs, deren Länder Lebensmittel aus der Ukraine und Russland importieren, begrüßten die Vereinbarung, wobei der südafrikanische Präsident Cyril Ramaphosa anmerkte, „es hat viel zu lange gedauert“.
Bei der Unterzeichnungszeremonie bezeichnete UN-Generalsekretär António Guterres das Abkommen als „ein Leuchtfeuer der Hoffnung“. Es bringe „Erleichterung für Entwicklungsländer, die am Rande des Bankrotts stehen, und für die am meisten gefährdeten Menschen am Rande der Hungersnot“. Er bezeichnete auch die Beharrlichkeit von Präsident Erdoğan bei jedem Schritt dieses Prozesses als wesentlich.
Der russische Verteidigungsminister Sergei Schoigu sagte nach der Unterzeichnungszeremonie, dass Russland die Tatsache, dass die Häfen geräumt und geöffnet werden, nicht ausnutzen werde.

## Auswirkungen
| Land                | Lebensmittel (in Tonnen; 17. November 2022) | Lebensmittel (in Tonnen; 17. Juli 2023) |
| ------------------- | ------------------------------------------- | --------------------------------------- |
| Spanien             | 2.000.000                                   | 6.000.000                               |
| Türkei              | 1.500.000                                   | 3.200.000                               |
| Volksrepublik China | 1.300.000                                   | 8.000.000                               |
| Italien             | 1.000.000                                   | 2.100.000                               |
| Niederlande         | 765.300                                     | 2.000.000                               |
| Ägypten             | 428.800                                     | 1.600.000                               |
| Deutschland         | 269.000                                     | 412.300                                 |
| Lebensmittel        | Gewicht (in Tonnen; 17. November 2022)      | Gewicht (in Tonnen; 17. Juli 2023)      |
| Mais                | 4.500.000                                   | 16.900.000                              |
| Weizen              | 3.200.000                                   | 8.900.000                               |
| Raps                | 829.700                                     | 1.000.000                               |
| Sonnenblumenöl      | 755.600                                     | 1.700.000                               |
| Sonnenblumenschrot  | 654.800                                     | 1.900.000                               |

Am 23. Juli 2022, weniger als einen Tag nach der Unterzeichnung eines Getreideexportabkommens, wurde berichtet, dass Russland Raketen des Typs Kalibr auf den Hafen Odessas abfeuerte. Nach Angaben der Ukraine wurden zwei der vier Raketen abgefangen.
Russische Beamte erklärten gegenüber der Türkei, Russland habe mit dem Raketenangriff „nichts zu tun“. Am nächsten Tag bestätigte Igor Konaschenkow, ein Sprecher des russischen Verteidigungsministeriums, den Angriff und behauptete, er habe ein ukrainisches Kriegsschiff und ein Lager mit Harpoon-Schiffsabwehrraketen zerstört. Nach dem Angriff zögerten Schiffsversicherer, Handelsschiffe zu versichern, die in die Ukraine fahren. Das Vereinigte Königreich erklärte, es werde dabei helfen, eine Versicherung für die betroffenen Unternehmen abzuschließen.
Anfangs zögerte die ukrainische Regierung, das Meer zu entminen, da die Aufgabe zu umfangreich war und die Häfen für Angriffe offen bleiben könnten.
Die Preise für Weizen auf dem Weltmarkt sind nach dem Abkommen auf das Niveau vor Kriegsbeginn gefallen.
Am 1. August 2022 verließ das erste Schiff die Ukraine vom Hafen Odessas mit Richtung Libanon. Nach Angaben des ukrainischen Präsidenten Wolodymyr Selenskyj verließen bis Ende August etwa eine Million Tonnen Getreide ukrainische Häfen.
Die Ukraine beabsichtigte, innerhalb von neun Monaten sechzig Millionen Tonnen zu exportieren, wenn ihre Häfen weiterhin gut funktionieren würden.
Bis Ende Oktober 2022 hatten über 400 Schiffe mit fast 9,5 Millionen Tonnen Getreide und anderen Lebensmitteln die ukrainischen Häfen verlassen; das Getreideabkommen war für die Ukraine von entscheidender Bedeutung. Vor der Invasion brachten die Erlöse aus dem Verkauf von Getreide und Agrarprodukten insgesamt bis zu 40 % der Exporterlöse ein; infolge der Schwarzmeerblockade verlor die Ukraine jeden Monat 1–1,5 Milliarden Dollar. In der Spitzenzeit (zwischen September 2022 – März 2023) wurden rund 4 Millionen Tonnen landwirtschaftliche Produktion pro Monat über den Getreidekorridor exportiert, was mehr als 50 % aller ukrainischen Agrarexporte ausmachte. Ab April 2023 war die Bedeutung des Getreidekorridors jedoch aufgrund russischer Obstruktionen stetig zurückgegangen; gleichzeitig wuchs die Bedeutung der Donauhäfen – zuletzt hat sogar die Hälfte der ukrainischen Agrarexporte diesen Weg passiert.
Die Europäische Union hatte an den Grenzen der Ukraine „Solidaritätskorridore“ eingerichtet, über die Getreide per Schiene, Straße und Fluss (insbesondere der Donau) in die Bestimmungsländer transportiert werden konnten. 60 Prozent des ukrainischen Getreides wurden über die europäischen „Solidaritätskorridore“ exportiert, der Rest über die Schwarzmeerhäfen.

## Ereignisse nach Auslaufens des Abkommens

### Russische Angriffe auf ukrainische Getreidespeicher
Nach Auslaufen des Abkommens im Juli 2023 gab das russische Verteidigungsministerium bekannt, dass Schiffe auf Teilen des  Schwarzen Meeres als „potenzielle Träger militärischer Fracht“ und damit feindlich einzustufen seien.
Gleichzeitig begann Russland mit der systematischen Bombardierung von im Hafen Odessa entlang der Donau gelagerten Nahrungsmitteln. So wurden am 21. Juli 100 Tonnen Erbsen und 20 Tonnen Gerste, am 2. August 40.000 Tonnen Getreide, am 19. Juli 60.000 Tonnen Getreide und am 23. August 13.000 Tonnen Getreide durch russische Luftangriffe auf die ukrainischen Häfen, insbesondere den Hafen von Odessa, vernichtet. Weitere Angriffe auf Getreideterminals erfolgten am 16. August und 3. September. Nach Angaben der Germany Trade and Invest (GTAI) vernichtete Russland allein bis Anfang August 2023 durch Angriffe auf ukrainische Hafenanlagen bzw. Silos rund 220.000 Tonnen Weizen, Mais und Erbsen. Dies tat Russland laut der GTAI, um die Ukraine dauerhaft als Getreideexporteur auszuschalten.
Mit dem Krieg nahm die allgemeine Bedeutung der Agrarexporte für die Ukraine zu; sie machten zuletzt mehr als 60 % der gesamten ukrainischen Exporteinnahmen aus. Die Aufrechterhaltung der Handelsrouten ist daher von entscheidender Bedeutung für den ukrainischen Haushalt und die Verteidigungsausgaben und gab Russland eine entscheidende Motivation, dass Abkommen auslaufen zu lassen und den Handel über das Schwarze Meer zu sabotieren.
Gleichzeitig werden mit ansteigenden Getreidepreisen erneut Hungersnöte in ärmeren Ländern befürchtet. Russlands Präsident Wladimir Putin hat zum Auftakt eines Afrika-Gipfels in Sankt Petersburg den Westen für das jüngste Scheitern des Abkommens verantwortlich gemacht und den anwesenden afrikanischen Vertretern verlässliche Lebensmittellieferungen zugesichert.
Putin kündigte bei dem Gipfel an, bedürftigen Staaten in den kommenden drei bis vier Monaten zwischen 25.000 und 50.000 Tonnen kostenlos liefern zu lassen: Simbabwe, Somalia und Eritrea sowie drei weitere Länder, die in den letzten Jahren näher an Moskau gerückt sind: Mali, die Zentralafrikanische Republik und Burkina Faso. Putin sagte, Russland könne ukrainisches Getreide kommerziell, aber auch im Hinblick auf (humanitäre) Lieferungen kostenlos ersetzen; Russland sei ein solider und verantwortungsbewusster Produzent; dabei belaufen sich die angekündigten Lieferungen an Afrika auf einen Bruchteil der in der Ukraine durch Bombardierungen zerstörten Getreidemengen.

### Getreideausfuhr aus ukrainischen Seehäfen
Trotz wiederholter russischer Luftangriffe auf ukrainische Hafenanlagen haben seit September 2023 bereits wieder über 70 Handelsschiffe ukrainische Seehäfen am Schwarzen Meer angelaufen; Marinesprecher Dmytro Pletentschuk bezifferte dabei die Exportmenge auf fast 1,5 Millionen Tonnen Agrargüter pro Monat.
Während der bis zum Sommer von Russland mitgetragenen „Initiative für den sicheren Transport von Getreide und Lebensmitteln aus ukrainischen Häfen“ waren es durchschnittlich 2,8 Millionen Tonnen pro Monat.
Dies war u. a. dadurch möglich, dass die russische Schwarzmeerflotte sich durch wiederholte Drohnen- und Raketenangriffe der Ukraine auf deren Stützpunkte auf der Krim vom westlichen Schwarzen Meer weitgehend hat zurückziehen müssen.